# Twisted Wonderland
Twisted Wonderland ist ein Computerspiel des japanischen Unternehmens Aniplex aus dem Jahr 2020, das auf diversen Disney-Franchises basiert. Auf Grundlage des Spiels wiederum entstanden auch mehrere Buchveröffentlichungen.

## Inhalt
Hauptfigur Yuu wird durch einen magischen Spiegel in eine andere Welt beschworen, in der er an einer Magierschule ankommt, dem Night Ravens College. Der Direktor der Schule will ihm helfen und lädt ihn ein, die Schule und deren sieben Häuser besser kennenzulernen, während er einen Weg zurück nach Hause sucht. Die Häuser sind jeweils nach den Bösewichtern eines Disney-Franchises gestaltet. Die Hauptfigur kann vom Spieler auch einen anderen Namen erhalten.
Die Handlung des Spiels besteht aus sieben „Büchern“ sowie dem Prolog. In jedem Buch steht ein anderes der sieben Häuser der Schule im Mittelpunkt und damit je ein anderes Disney-Franchise: Alice im Wunderland, Arielle, die Meerjungfrau, Aladdin, Schneewittchen, Herkules, König der Löwen und Dornröschen.

## Spielmechanik
Das Spiel ist nach eigener Beschreibung ein Adventure, das an einer Akademie der Bösewichter spielt. Es besteht aus drei Hauptelementen: Lektionen, Geschichten und Texts. Wie bei einem Gacha-Spiel können Spieler durch das Einsetzen einer spieleigenen Währung zufällige Charaktere erhalten und sammeln, die sie in Lektionen ausbilden und damit ihr Level erhöhen. In ständig verfügbaren Tests oder regelmäßig stattfindenden Examen kann die Stärke der Charaktere dann angewendet werden. Die auch Gruppen antretenden Charaktere erhalten dann je nach ihrem Abschneiden bei den Tests oder Examen Punkte als Belohnung.

## Entwicklung und Veröffentlichung
Das Spielkonzept und die Charakterdesigns stammen von der Mangaka und Designerin Yana Toboso. Das Spiel entstand als Kollaboration von Aniplex und Walt Disney. Es wurde für Android and iOS entwickelt. Der Spielvorspann wurde von Troyca animiert. Das Titellied Piece of my world wurde gespielt von der Band Night Ravens.
Das Spiel wurde erstmals im März 2019 angekündigt. Der Vertrieb liegt bei Aniplex. Am 18. März 2020 erschien das Spiel in Japan.

## Bücher
Ein erster Manga zum Spiel mit dem Titel Disney Twisted Wonderland the Comic ~Episode of Heartslabyul~ startete im März 2021 im Magazin Gekkan G Fantasy beim Verlag Square Enix. Die Serie wurde geschrieben von Wakana Hazuki und gezeichnet von Sumire Koono. Im Magazin wurde die Geschichte im Oktober 2022 abgeschlossen. Der Verlag brachte die Kapitel auch gesammelt in vier Bänden heraus. Eine deutsche Übersetzung von Dorothea Überall erschien von November 2023 bis August 2024 vollständig bei Carlsen Manga. Auf Englisch erscheint die Serie bei Viz Media, auf Italienisch bei Planet Manga und auf Polnisch bei Egmont Polska.
Im Dezember 2022 startete im gleichen Magazin die Serie Disney Twisted Wonderland the Comic ~Episode of Savanaclaw~, geschrieben und gezeichnet von Suzuka Oda. Die Kapitel wurden auch in bisher zwei Sammelbänden veröffentlicht (Stand: Juli 2024). Diese erscheint seit Februar 2025 bei Carlsen Manga auf Deutsch in bisher zwei Bänden (Stand Juli 2025). Eine dritte Serie mit dem Titel Disney Twisted Wonderland the Comic ~Episode of Octavinelle~ erscheint seit August 2023 ebenfalls im Gekkan G Fantasy. Sie wird wieder geschrieben von Wakana Hazuki und gezeichnet von Sumire Koono. Bisher sind zwei Sammelbände erschienen (Stand: Mai 2025). Bei Carlsen erschien bisher ein Band auf Deutsch (Stand: April 2025).
Am 18. März 202 erschien ein erster Roman zum Spiel. Das Buch unter dem Titel Disney Twisted-Wonderland Episode 1: Shinku no Bо̄kun (ディズニー ツイステッドワンダーランド EPISODE1 真紅の暴君) wurde geschrieben von Jun Hioki. Eine englische Übersetzung erschien bei Viz Media. Ein zweiter Roman vom gleichen Autor folgte am 25. August 2023 unter dem Titel Disney Twisted-Wonderland Episode 2: Kōya no gyaku-sha.